# Cordis Hong Kong
Le Cordis Hong Kong (香港康得思酒店), anciennement appelé Langham Place Hotel Hong Kong (朗廷酒店), est un gratte-ciel de 170 mètres de hauteur situé à Hong Kong en Chine dans le quartier de Kowloon, construit de 1999 à 2004.
Il comprend 42 étages desservis par 14 ascenseurs et abrite un hôtel 5 étoiles de 700 chambres.
Il fait partie du complexe Langham Place comprenant aussi le Langham Place Office Tower. L'immeuble a été conçu par l'agence d'architecture de Hong Kong Wong & Ouyang et l'agence américaine de Jon Jerde. Le promoteur (developer) est la société Great Eagle Holdings Limited.